# Matthijs de Ligt
Matthijs de Ligt (Leiderdorp, 1999. augusztus 12. –) holland válogatott labdarúgó, a Manchester United játékosa.
2016. szeptember 21-én mutatkozott be az Ajax felnőtt csapatában egy egy Willem II elleni kupamérkőzésen. Huszonöt perccel később egy sarokrúgást követően megszerezte első gólját is a csapatban, ezzel Clarence Seedorf után második legfiatalabb gólszerző lett a csapatban. 2017. május 24-én a legfiatalabb játékos lett 17 évesen és 285 naposan, aki európai kupadöntőben lépett pályára, miután a kezdőcsapatban kapott helyet a Manchester United ellen 2-0-ra elveszített Európa-liga-döntőben. 2018. december 17-én de Ligt elnyerte a Golden Boy-díjat, első védőként a díj történetében.
2017-ben 17 évesen mutatkozott be a holland válogatottban, így 1931 óta a legfiatalabb játékos lett, aki a nemzeti csapatban lehetőséget kapott.

## Pályafutása

### Klubcsapatokban

#### Ajax
De Ligt kilencéves korában csatlakozott az Ajax ifjúsági akadémiájához. Először az ifjúsági akadémia edzői úgy gondolták, hogy túl lassú és fizikailag nem elég fejlett, de lehetőséget kapott arra, hogy fejlődjön és bizonyítsa tehetségét.

##### 2016–2017: Jong Ajax
Az amszterdami csapat tartalék együttesének számító Jong Ajaxban 2016. augusztus 8-án mutatkozott be egy másodosztályú bajnoki mérkőzésen az FC Emmen ellen. A szezon során 17 bajnokin kapott lehetőséget.
2016. szeptember 21-én bemutatkozhatott az Ajax első csapatában is egy Willem II elleni kupamérkőzésen. Huszonöt perc elteltével egy szögletet követően gólt szerzett, ezzel Clarence Seedorf után második legfiatalabb gólszerző lett a csapat történetében. Október 24-én az Ajax a hivatalos Twitter csatornáján keresztül bejelentette, hogy de Ligt a felnőtt keret tagja lett.
A szezon során tizenegy bajnokit és kilenc Európa-liga-mérkőzést játszott. 2017. május 24-én a legfiatalabb játékos lett 17 évesen és 285 naposan, aki európai kupadöntőben lépett pályára, miután végigjátszotta a Manchester United elleni döntőt.

##### 2017–2019: Az áttörés és a kapitányi karszalag
2017 augusztusában Davinson Sánchez a Tottenham játékosa lett, így de Ligtnek stabil helye lett az Ajax kezdőcsapatában. 2018 márciusában megkapta a csapatkapitányi karszalagot is, legfiatalabban a klub történetében, miután Joël Veltman sérülés miatt hosszabb időre kiesett a csapatból.
A 2017-2018-as szezonban 37 tétmérkőzésen három gólt szerzett, összesen 31 bajnokin kapott játéklehetőséget. Az összes találkozót végigjátszotta, egy SBV Vitesse elleni bajnokit, ahol kisebb sérülés miatt a 33. percben le kellett cserélni. Teljesítményével több európai élcsapat figyelmét is felkeltette.
2018. december 17-én de Ligt elnyerte az Európa legjobb 21 éven aluli játékosának járó Golden Boy-díjat, első védőként a díj történetében. 2019. február 13-án 19 évesen és 186 naposan a Bajnokok Ligája legfiatalabb csapatkapitányává vált a Real Madrid elleni nyolcaddöntős párharc első mérkőzésén. 2019. február 27-én 100. hivatalos tétmérkőzésén lépett pályára az Ajax színeiben. A Holland Kupa döntőjében a rivális Feyenoord ellen az amszterdamiak 3–0-ra győztek.
2019. április 16-án a Bajnokok Ligája negyeddöntőjében továbbjutást érő gólt szerzett a Juventus elleni visszavágó-mérkőzésen, az Ajax pedig a az 1996–97-es versenysorozat óta először jutott a legjobb négy csapat közé a legrangosabb kupában. Góljával ő lett a legfiatalabb holland játékos Nordin Wooter után és a második legfiatalabb védő Joël Matip után aki gólt szerzett a Bajnokok Ligája kieséses szakaszában. A szezon végén bajnoki címet ünnepelhetett a csapattal.

#### Juventus
2019. július 18-án de Ligt a Serie A-ban szereplő Juventus játékosa lett, a torinói klub 75 millió eurót fizetett érte, ő pedig ötéves szerződést írt alá.

#### Bayern München
2022 júniusában leszerződtette a német bajnok Bayern München, öt éves szerződést írt alá.

#### Manchester United
2024. augusztus 12-én ötéves szerződést írt alá a Manchester United csapatával. Augusztus 16-án mutatkozott be a Fulham ellen, csereként. Szeptember 14-én szerezte első Premier League-gólját, a Southampton ellni 3–0-ás győzelem során.

### A válogatottban
Részt vett a 2015-ös és a 2016-os U17-es labdarúgó-Európa-bajnokságon, utóbbin csapatkapitányként. 2017. március 25-én a felnőtt válogatottban bemutatkozott Bulgária ellen, Wesley Hoedt helyére érkezett a második félidőre. Ő lett a holland válogatott történetének legfiatalabb játékosa.
Alapembere volt a válogatottnak a 2018–2019-es UEFA Nemzetek Ligája-sorozatban is, ahol a hollandok ezüstérmet szereztek.

## Statisztika

### Klubcsapatokban
2025. április 1-én frissítve.
| Csapat            | Szezon           | Bajnokság        | Bajnokság | Bajnokság | Kupa | Kupa  | Ligakupa | Ligakupa | Nemzetközi | Nemzetközi | Egyéb | Egyéb | Összesen | Összesen |
| Csapat            | Szezon           | Osztály          | P.        | Gólok     | P.   | Gólok | P.       | Gólok    | P.         | Gólok      | P.    | Gólok | P.       | Gólok    |
| ----------------- | ---------------- | ---------------- | --------- | --------- | ---- | ----- | -------- | -------- | ---------- | ---------- | ----- | ----- | -------- | -------- |
| Jong Ajax         | 2016–2017        | Eerste Divisie   | 17        | 1         | —    | —     | —        | —        | —          | —          | —     | —     | 17       | 1        |
| Ajax              | 2016–2017        | Eredivisie       | 11        | 2         | 3    | 1     | —        | —        | 9          | 0          | —     | —     | 23       | 3        |
| Ajax              | 2017–2018        | Eredivisie       | 33        | 3         | 2    | 0     | —        | —        | 4          | 0          | —     | —     | 39       | 3        |
| Ajax              | 2018–2019        | Eredivisie       | 33        | 3         | 5    | 1     | —        | —        | 17         | 3          | —     | —     | 55       | 7        |
| Ajax              | Összesen         | Összesen         | 77        | 8         | 10   | 2     | —        | —        | 30         | 3          | 0     | 0     | 117      | 13       |
| Juventus          | 2019–2020        | Serie A          | 29        | 4         | 4    | 0     | —        | —        | 6          | 0          | 0     | 0     | 39       | 4        |
| Juventus          | 2020–2021        | Serie A          | 27        | 1         | 4    | 0     | —        | —        | 5          | 0          | 0     | 0     | 36       | 1        |
| Juventus          | 2021–2022        | Serie A          | 31        | 3         | 4    | 0     | —        | —        | 7          | 0          | 0     | 0     | 42       | 3        |
| Juventus          | Összesen         | Összesen         | 87        | 8         | 12   | 0     | —        | —        | 18         | 0          | 0     | 0     | 117      | 8        |
| Bayern München    | 2022–2023        | Bundesliga       | 31        | 3         | 4    | 0     | —        | —        | 7          | 0          | 1     | 0     | 43       | 3        |
| Bayern München    | 2023–2024        | Bundesliga       | 22        | 2         | 1    | 0     | —        | —        | 6          | 0          | 1     | 0     | 30       | 2        |
| Bayern München    | Összesen         | Összesen         | 53        | 5         | 5    | 0     | —        | —        | 13         | 0          | 2     | 0     | 73       | 5        |
| Manchester United | 2024–2025        | Premier League   | 28        | 2         | 2    | 0     | 2        | 0        | 8          | 0          | —     | —     | 40       | 2        |
| Karrier összesen  | Karrier összesen | Karrier összesen | 262       | 24        | 29   | 2     | 2        | 0        | 69         | 3          | 2     | 0     | 364      | 29       |

1. 1 2  Pályára lépések az Európa-ligában
2. ↑  Két pályára lépés az UEFA-bajnokok ligájában, két pályára lépés az Európa-ligában
3. 1 2 3 4 5 6  Pályára lépések az UEFA-bajnokok ligájában
4. 1 2  Pályára lépések a német szuperkupában

### A válogatottban
2025. március 20-án frissítve.
| Válogatott | Év       | Pályára lépés | Gól |
| ---------- | -------- | ------------- | --- |
| Hollandia  | 2017     | 3             | 0   |
| Hollandia  | 2018     | 10            | 0   |
| Hollandia  | 2019     | 10            | 2   |
| Hollandia  | 2021     | 10            | 0   |
| Hollandia  | 2022     | 7             | 0   |
| Hollandia  | 2023     | 3             | 0   |
| Hollandia  | 2024     | 6             | 0   |
| Hollandia  | 2025     | 1             | 0   |
| Összesen   | Összesen | 50            | 2   |

### Góljai a válogatottban
| No. | Dátum             | Helyszín                                           | Vál. | Ellenfél    | Eredmény a gólt követően | Végeredmény | Versenysorozat                              | Forrás |
| --- | ----------------- | -------------------------------------------------- | ---- | ----------- | ------------------------ | ----------- | ------------------------------------------- | ------ |
| 1   | 2019. március 24. | Johan Cruijff Arena, Amszterdam, Hollandia         | 15   | Németország | 1–2                      | 2–3         | 2020-as Európa-bajnoki selejtező            | [ 28 ] |
| 2   | 2019. június 6.   | Estádio D. Afonso Henriques, Guimarães, Portugália | 16   | Anglia      | 1–1                      | 3–1 (h.u)   | 2018–2019-es UEFA Nemzetek Ligája, elődöntő | [ 29 ] |

## Sikerei, díjai
Ajax
- Holland bajnok: 2018–19
- Holland kupagyőztes: 2018–19
- Európa-liga-döntős: 2016–17

Juventus
- Olasz bajnok: 2019–20
- Olasz kupagyőztes: 2020–21
- Olasz szuperkupagyőztes: 2020

Bayern München
- Német bajnok: 2022–23
- Német szuperkupagyőztes: 2022

Egyéni elismerések
- Az ABN AMRO Future Cup legjobb játékosa: 2015[30]
- Az Amszterdam-kupa legjobb játékosa: 2015[31]
- AFC Ajax – A Jövő Tehetsége: 2018[32]
- Európa-liga, a szezon csapatának tagja: 2016–17[33]
- Bajnokok Ligája, a szezon csapatának tagja: 2018–19[34]
- Holland bajnokság, a szezon csapatának tagja: 2017–18,[35] 2018–19[36]
- Az év holland tehetsége: 2017–18[37]
- Az év holland labdarúgója: 2018–19[38]
- Golden Boy-díj: 2018[39]
- UEFA Nemzetek Ligája, a torna csapatának tagja: 2019[40]
- Raymond Kopa-díj: 2019[41]